# Absalon (Schiff)
Die Absalon mit der Kennung F341 ist eine Fregatte zur U-Boot-Bekämpfung der dänischen Marine und das Typschiff der Absalon-Klasse.
Bis Oktober 2020 wurde sie offiziell als „Kommando- und Unterstützungsschiff“ bezeichnet. Diese ungewöhnliche Klassifizierung für ein Schiff mit eindeutigen Fregatteneigenschaften leitete sich primär von ihrem 915 m² großen RoRo-Deck her, welches zum Transport von Containern, Fahrzeugen, Landungsbooten oder Lazarettbetten genutzt werden kann. Auch der Einsatz als Minenleger mit bis zu 300 Seeminen ist möglich.

## Geschichte

### Antipirateneinsätze vor Somalia
Anfang Dezember 2008 rettete die Absalon rund 90 Seemeilen von der jemenitischen Küste entfernt Piraten aus Seenot. Die Piraten waren wegen einer Motorpanne acht Tage lang auf dem Wasser getrieben. „Nachdem sie die Piraten aus dem Wasser gezogen hatten, versenkten die dänischen Marinesoldaten deren Boot, in dem sie unter anderem vier Panzerabwehrraketen gefunden hatten.“
Anfang Januar 2012 rettete das Kriegsschiff 14 Geiseln von einem gekaperten Fischereischiff. Außerdem seien 25 mutmaßliche Piraten festgenommen worden. Bei den Geiseln handelte es sich um Iraner und Pakistaner.
Bei einem weiteren Anti-Piraten-Einsatz Ende Februar sind zwei Geiseln ums Leben gekommen, als das Kriegsschiff ein Piratenschiff unter Feuer nahm, um es beim Verlassen somalischer Küstengewässer zu stoppen. 16 weitere Geiseln aus dem Iran und Pakistan konnten befreit werden. An Bord des Piratenschiffes sollen sich außerdem 17 mutmaßliche Piraten befunden haben.
Am 30. November 2015 kündigte der dänische Verteidigungsminister Peter Christensen an, dass die Absalon im Folgejahr für voraussichtlich drei Monate ins Mittelmeer verlegt werde. Damit reagiere man auf ein Ersuchen der Türkei nach verstärkter Präsenz der NATO in der Region nachdem sich die Lage vor Somalia soweit gebessert habe, dass ein Abzug des Schiffs dort möglich sei.
Vom 7. bis 13. Mai 2022 nahmen die Absalon und Niels Juel gemeinsam mit Schiffen aus vier weiteren Staaten an der Übung Mjølner 2022 in Norwegen teil.
Nach dem Anschlag auf die Nord-Stream-Pipelines patrouillierte die Absalon im Gebiet der Lecks.